# Paweł Bigos
Paweł Bigos (ur. 9 maja 1973 w Poniatowej) – polski wojskowy, generał brygady pilot.

## Życiorys
W latach 1988–1992 był uczniem Liceum Lotniczego w Dęblinie, a od 1992 roku studiował na Wyższej Oficerskiej Szkole Lotniczej w Dęblinie. Szkołę ukończył w 1996 roku i został awansowany na stopień podporucznika. Służbę wojskową rozpoczął w 3 Eskadrze Lotniczej we Wrocławiu, a od 1999 do 2005 roku pełnił służbę w 3 Eskadrze Lotnictwa Transportowo-Łącznikowego m.in. jako dowódca załogi i starszy pilot-instruktor. 
W 2005 roku został przeniesiony do 36 Specjalnego Pułku Lotnictwa Transportowego, a w 2012 do Dowództwa Sił Powietrznych, gdzie pełnił funkcję specjalisty instruktora-pilota. Następnie trafił do Dowództwa Generalnego Rodzajów Sił Zbrojnych, gdzie był specjalistą w Oddziale Lotnictwa Szkolnego. W latach 2015–2017 służył w 8 Bazie Lotnictwa Transportowego jako dowódca eskadry, a od 2017 roku był szefem wydziału szkolenia w 3 Skrzydle Lotnictwa Transportowego. Od października 2017 roku pełnił funkcję dowódcy 8 Bazy Lotnictwa Transportowego, a od sierpnia 2022 roku został dowódcą 1 Bazy Lotnictwa Transportowego.
W 2022 roku został awansowany na stopień generała brygady.

## Odznaczenia
- Lotniczy Krzyż Zasługi (2021)[5]